# Aeroportul Miri
Aeroportul Miri (IATA: MYY, ICAO: WBGR) este un aeroport din Miri⁠(d), Sarawak, Malaysia ce deservește zona Bandar Miri⁠(d). Aeroportul a fost tranzitat în 2021 de 506.988 de pasageri. A fost numit după zona deservită.
Situat la o altitudine de 3 m, aeroportul dispune de o singură pistă. Este operat de Malaysia Airports⁠(d).